# Ls
Az ls fájlokat listázó parancs. A legtöbb Unix és Unix-szerű operációs rendszer implementálja, hiszen az ls  része a POSIX és a SUS szabványoknak.

## Történet
Az ls az AT&T Unix rendszer eredeti verziójában jelent meg. Nevét a Multics rendszer hasonló parancsáról kapta, melynek jelentése list segments volt. Ma két elterjedt változata van. Az egyik a Free Software Foundation által készített GNU ls, a másik a különböző BSD változatokban megjelent ls parancs.

## Működés
A Unix és Unix-szerű rendszereken van aktuális munkakönyvtár, ami azt a könyvtárat jelöli a fájlrendszerben, ahol az adott folyamat pillanatnyilag ,,tartózkodik", azaz ahol a fájlműveletek alapértelmezésben végrehajtódnak. Ha paraméter nélkül adjuk ki az ls parancsot, akkor az aktuális munkakönyvtár fájljait listázza. Ha paraméterként fájl- és/vagy könyvtárnevet kap, akkor az aktuális munkakönyvtár helyett azokat listázza.

### Opciók
- -l Hosszú formátumú lista, amely a fájlnév mellett tartalmazza a fájltípust, a hozzáférési jogokat, a tulajdonost, a csoportot, a méretet és a dátumot is.
- -a A ponttal (.) kezdődő fájlneveket az ls alapértelmezésben nem listázza, a -a opció viszont felülbírálja ezt a működést.
- -F Ez az opció hozzáad egy ismertető karaktert a fájlnevek végéhez, ami a fájl típusáról árulkodik. Nevezetesen, a futtatható fájlokat * karakterrel, a könyvtárakat / jellel jelöli.
- -R Rekurzívan kilistázza az összes alkönyvtár összes fájlját.

Az ls parancs még ezeken kívül sok egyéb opcióval rendelkezik, melyek a man lapon részletesen megtalálhatók.

## Külső hivatkozások
- ls a LinuxQuestions.org wikin.
- ls.c forráskód (Unix Seventh Edition)
- ls.c forráskód  (AT&T Version 5 UNIX)
- newbie ls egy könnyen olvasható ls forráskód
- az ls parancs specifikációja a Single Unix Specification (SUS) szerint
- GNU ls forráskódja (coreutils csomag)
- Computer Hope: Linux / UNIX, Information about the Linux / UNIX ls command.
- ls command a linux-command.com wikin.
- ls a (GNU ls) dokumentációja